# Adrien Hunou
Adrien Hunou (* 19. Januar 1994 in Évry) ist ein französisch-polnischer Fußballspieler, der beim SCO Angers in der Ligue 1 spielt.

## Karriere

### Verein
Hunou begann seine fußballerische Ausbildung im Alter von sechs Jahren bei der US Moissy-Cramayel. Im Sommer 2008 wechselte er zur US Torcy, wo er ein Jahr spielte, ehe er in die Jugendakademie von Stade Rennes wechselte. Hier kam er ab der Saison 2012/13 bereits zu einigen Einsätzen für die zweite Mannschaft. Auch in der ersten Mannschaft stand er einmal im Kader der Ligue 1. Am dritten Spieltag der Folgesaison wurde er bei einem 2:1-Sieg über den FC Évian Thonon Gaillard spät eingewechselt und gab somit sein Profidebüt für Rennes. Wettbewerbsübergreifend spielte er in jener Spielzeit 20 Mal, wobei er einmal in der Coupe de la Ligue traf. Nachdem er bis Mitte Dezember zu keinem Einsatz für die Erstligisten gekommen war, wurde er anschließend in die Ligue 2 an Clermont Foot verliehen. Dort wurde er direkt am 12. Dezember 2014 (17. Spieltag) gegen den FC Tours eingewechselt und spielte somit auch für Clermont das erste Mal. Nur einen Monat später schoss er bei einem 1:1-Unentschieden gegen AJ Auxerre sein erstes Tor im Profibereich überhaupt. Bis zum Saisonende spielte er bei den Mittelfranzosen 14 Mal, wobei er viermal traf. Nachdem er nach seiner Rückkehr zu Beginn der Saison 2015/16 keine Einsatzzeit bei Rennes erhalten hatte, wurde er für die gesamte Saison erneut an Clermont verliehen. In jener Spielzeit lief er 33 Mal in der zweiten Liga auf, wobei er sieben Tore schoss und sechs weitere auflegte. Anschließend kehrte er endgültig zu Stade Rennes zurück. Bei seinem ersten Saisoneinsatz schoss er nach Einwechslung gegen Olympique Marseille direkt sein erstes Tor in der ersten französischen Liga und für Rennes überhaupt. Damit konnte er seinem Verein den 3:2-Sieg über OM sichern. Dennoch war er noch keine Stammkraft im Team der Rennais und kam nur in 22 von 38 möglichen Ligaspielen zum Einsatz, wobei es bei dem einen Tor blieb. Zur Spielzeit 2017/18 besserte sich dies und Hunou spielte 24 Ligaspiele, wobei ihm jedoch schon fünf Tore und zwei Vorlagen gelangen. Hinzu kamen drei Tore in vier Ligapokalpartien, in dem er mit Rennes das Halbfinale erreichte. In der Saison 2018/19 spielte man dann in der Europa League, wo er erst am fünften Spieltag einen Kurzeinsatz gegen den FK Jablonec bekam. Seine beiden Treffer in den Sechzehntelfinals gegen Real Betis Sevilla waren zudem seine ersten auf internationalem Niveau wie der Europa League. Nach einer Bänderverletzung zu Beginn der Saison kam er am Ende auf elf Tore in 29 Einsätzen, wozu der Gewinn der Coupe de France mit seinem Verein kam. Trotz seines Treffers in der Trophée des Champions verlor man dieses Finale im Anschluss. Insgesamt schoss er elf Tore in 34 Partien in den Pokalwettbewerben, der Europa League, wo man nicht einmal über die Gruppenphase hinauskam, und in der Ligue 1. Nach dem Erreichen des dritten Platzes qualifizierte sich sein Klub für die Saison 2020/21 für die Champions League. Hier spielte er am ersten Gruppenspieltag das erste Mal, als er gegen den FK Krasnodar spät ins Spiel kam. Hunou war jedoch immer noch kein Stammspieler und so kam er nur zu vier Toren in 24 Partien in Champions League, Pokal und Liga.
Anschließend verließ er seinen Ausbildungsverein im April 2021 und wechselte in die MLS zu Minnesota United. Dort debütierte er aber erst Ende Mai 2021 (7. Spieltag), als er gegen Real Salt Lake in der Startelf stand. Im übernächsten Spiel gegen den Austin FC traf er auch das erste Mal auf amerikanischem Boden und sein neues Team gewann das Spiel mit 2:0. In 26 MLS-Einsätzen schoss Hunou sieben Tore und konnte sich mit Minnesota nur knapp für die Playoffs qualifizieren, in denen man im ersten Spiel direkt ausschied. In der Saison 2022 verlor er seinen Stammplatz im Team, spielte nur neun Ligaspiele und kam sogar zwischenzeitlich nur in der zweiten Mannschaft zum Einsatz.
Daraufhin wechselte er nach der halben Saison die vereinigten Staaten wieder und wechselte zurück in die Ligue 1 zum SCO Angers. Dort stand er direkt am ersten Spieltag bei einem 0:0-Unentschieden gegen den FC Nantes über die vollen 90 Minuten auf dem Feld und debütierte somit für die Nordwestfranzosen. Am fünften Spieltag schoss er bei einer 2:4-Niederlage gegen Stade Reims sein erstes Tor im Dress der Angevins.

### Nationalmannschaft
Hunou durchlief bislang mehrere Juniorennationalmannschaften Frankreichs. Von Februar bis Mai 2012 spielte er sechsmal für die U18-Junioren, wobei er einmal traf. Nach einigen Spielen und Toren für die U19-Nationalmannschaft spielte er dort auch bei der U19-EM 2013, wobei er mit seinem Land Vizeeuropameister wurde und absolut gesetzt war. In den anschließenden Jahren spielte er dann noch diverse Länderspiele mit dem U20-Team.

## Erfolge
Stade Rennes
- Französischer Pokalsieger: 2019

Frankreich U19
- Vize-U19-Europameister 2013